# サヴェリー・モイセヴィッチ・ファインバーグ
サヴェリー・モイセヴィッチ・ファインバーグ（ロシア語: Саве́лий Моисе́евич Фе́йнберг、1910年12月24日 - 1973年10月20日）は、VVER原子炉の設計と開発への貢献で知られるソビエトの原子核物理学者。

## バイオグラフィー
1910年12月24日バクー生まれ、旧: アゼルバイジャン職業大学 (現: アゼルバイジャン州立石油産業大学)に通った。いとこはエフゲニー・ファインバーグ。1932年にエンジニア・アーキテクトを専門に卒業。1934年修士号取得。1934年から1942年にかけて、彼はアズネフチ・プロクト(Azneftproekt(?))研究所で働いていた。1942年、バクーの航空機工場の建設に取り組んだ。1942年～1943年 (バクーの) 高等海軍学校で教えた。1944年、彼は大祖国戦争で爆撃中に重傷を負った。1944～1945年には、グロモフ飛行研究所の強度グループの責任者である構造エンジニアとして働いていた。1945年から、セメノフ化学物理学研究所で働いていた。1946年から亡くなるまではソ連科学アカデミーの第2研究所(現: クルチャトフ研究所)で上級研究員、理論部門責任者、研究所の副部長として働いていた。1947年からは、モスクワ工学物理学研究所の原子炉理論および実験物理学科で教授として教えた。1973年に亡くなりノヴォデヴィチ女子修道院のネクロポリスに埋葬された。

## 貢献
原子炉開発に使用されたファインバーグのマジストラル(magistral(?))なアイデアは無視することはできない。1958年に、彼は炉心内で燃料を増殖できる原子炉でありそして彼はそれを「ブリード・アンド・バーン(増殖燃焼)」原子炉と呼んだ進行波炉の概念を提案した。
ファインバーグ・ガラニン法は軽水炉などの液体減速炉におけるクラスター型燃料要素の熱利用率と熱流束の微細構造の計算に使用されている。

## 書籍
- CM. Feinberg, S.B. Shikhov. Theory of Nuclear Reactors, T.1, Elementary Theory of Reactors. - M .: Atomizdat, 1978.[5]